# Carlos Martínez Diarte
Carlos Martínez Diarte, també conegut com a Lobo Diarte, (Asunción, 26 de juny de 1954 - València, 29 de juny de 2011) fou un futbolista i entrenador de futbol paraguaià.

## Trajectòria
Començà la seva trajectòria a l'Olimpia de la seva ciutat natal, on amb 16 anys debutà a l'equip professional. A l'Olimpia fou campió de lliga al seu país. L'any 1973 fou fitxat pel Reial Saragossa a Espanya on formà part de l'equip conegut com els Zaraguayos (en referència als diversos jugadors paraguaians que hi jugaven, com ara, Saturnino Arrúa i Felipe Ocampos). El 1976 fou fitxat pel València CF on formà una brillant davantera amb Mario Kempes i Johnny Rep. També defensà els colors de UD Salamanca (1979-1980), Reial Betis (1980-1983) i AS Saint-Étienne (1983-1985). Es retirà del futbol en actiu al seu club d'origen, Olimpia d'Asunción.
Com a entrenador dirigí el Gimnàstic de Tarragona el 2002. Els darrers anys de la seva vida fou seleccionador de Guinea Equatorial.

## Palmarès
Olimpia Asunción
- Lliga paraguaiana de futbol: 1971, 1987

València CF
- Copa del Rei: 1979